# Marin Grujević
Martin Grujević (Fiume, 23 dicembre 1991) è un calciatore croato, difensore dell'Opatija.

## Carriera
Ha giocato nella prima divisione croata.

## Palmarès

### Club

#### Competizioni nazionali
- Druga nogometna liga: 1

Opatija: 2023-2024